# Jagdstaffel 15
La Jagdstaffel 15 (in tedesco: Königlich Preußische Jagdstaffel Nr 15, abbreviato in Jasta 15) era una squadriglia (staffel) da caccia della componente aerea del Deutsches Heer, l'esercito dell'Impero tedesco, durante la prima guerra mondiale (1914-1918).

## Storia
La Jagdtsaffel 15 venne fondata il 28 settembre del 1916 con piloti e mezzi provenienti dalle precedenti unità aeree KampfeinsitzerKommando (KEK) "Habsheim", Feldflieger Abteilung 48 e 68 e divenne operativa dal 9 ottobre.
I primi velivoli assegnati alla squadriglia al momento della nascita furono i Fokker D.II e i Fokker D.III e nel 1917 furono aggiunti i biplani Albatros D.III e Albatros D.V. Più avanti la squadriglia fu equipaggiata con i triplani Fokker Dr.I e con alcuni Siemens-Schuckert D.III. Prima del termine della guerra alla squadriglia furono assegnati i Fokker D.VII. Dall'estate del 1918 gli aerei della Jagdstaffel 15 erano riconoscibili grazie al colore della fusoliera e della coda in blu, dei timoni in marrone e della parte frontale fino alla cabina di guida in rosso.
Nel febbraio 1918 la squadriglia divenne parte della Jagdgeschwader 2 insieme alle Jagdstaffeln 12, 13 e 19 sotto il comando di Adolf Ritter von Tutschek. Il 19 marzo 1918 Rudolf Berthold (aviatore) della Jagdstaffel 18 prese il comando della Jagdgeschwader a seguito della morte di Tutschek. Per poter continuare a comandare anche i suoi piloti con cui aveva molta familiarità, Berthold organizzò uno scambio di personale tra la Jagdstaffel 15 e la Jagdstaffel 18.
Il Leutnant de Reserves Josef Veltjens fu l'ultimo Staffelführer (comandante) della Jagdstaffel 15 dal 22 agosto 1918 fino alla fine della guerra. La Jasta fu smobilitata al Flieger-Ersatz-Abteilungen (FEA) 14, sulla base di Halle an der Saale, nel novembre del 1918.
Alla fine della prima guerra mondiale alla Jagdstaffel 15 vennero accreditate più di 150 vittorie aeree. Di contro, la Jasta 15 perse 9 piloti di cui 2 morti in incidente aereo, 2 piloti furono fatti prigionieri e 4 furono feriti in azione e uno ferito in incidente aereo.

## Lista dei comandanti della Jagdstaffel 15
Di seguito vengono riportati i nomi dei piloti che si succedettero al comando della Jagdstaffel 15.
| Grado                | Nome                          | Periodo                             |
| -------------------- | ----------------------------- | ----------------------------------- |
| Oberleutnant         | Herman Kropp                  | 28 settembre 1916 - 9 novembre 1916 |
| Oberleutnant         | Max Reinhold                  | 9 novembre 1916 - 26 aprile 1917    |
| Leutnant             | Heinrich Gontermann           | 26 aprile 1917 - 30 ottobre 1917    |
| Leutnant             | Hans Hermann von Budde        | 30 ottobre 1917 - 14 marzo 1918     |
| Leutnant der Reserve | August Raben                  | 14 marzo 1918 - 20 marzo 1918       |
| Oberleutnant         | Ernst Turck                   | 20 marzo 1918 - 18 maggio 1918      |
| Leutnant             | Josef Veltjens                | 18 maggio 1918 - 13 agosto 1918     |
| Leutnant             | Oliver von Beaulieu-Marconnay | 13 agosto 1918 - 22 agosto 1918     |
| Leutnant             | Josef Veltjens                | 22 agosto 1918 - 11 novembre 1918   |

## Lista delle basi utilizzate dalla Jagdstaffel 15
- Bixhiem
- Habsheim
- La Selve (Aisne)
- Le Clos Ferme
- Cambrai

## Lista degli assi che hanno prestato servizio nella Jagdstaffel 15
Di seguito vengono elencati i nomi dei piloti che hanno prestato servizio nella Jagdstaffel 15 con il numero di vittorie conseguite durante il servizio nella squadriglia e riportando tra parentesi il numero di vittorie aeree totali conseguite.
| Asso                           | Vittorie |
| ------------------------------ | -------- |
| Georg von Hantelmann           | 25       |
| Joseph Veltjens                | 24 (35)  |
| Heinrich Gontermann            | 22 (39)  |
| Johannes Klein                 | 14 (16)  |
| Olivier von Beaulieu-Marconnay | 13 (25)  |
| Hugo Schäfer                   | 11       |
| Gustav Klaudat                 | 6        |
| Ernst Udet                     | 5 (62)   |
| Heinrich Arntzen               | 2 (11)   |
| Albert Haussmann               | 2 (15)   |
| Karl Albert Mendel             | 2 (7)    |
| Hans Müller                    | 2 (12)   |
| Karl Schmückle                 | 2 (6)    |
| Kurt Haber                     | 1 (5)    |
| Arthur Rahn                    | 1 (6)    |

## Lista degli aerei utilizzati dalla Jagdstaffel 15
- Fokker D.II
- Fokker D.III
- Albatros D.III
- Albatros D.V
- Fokker Dr.I
- Fokker D.VII

## Galleria d'immagini

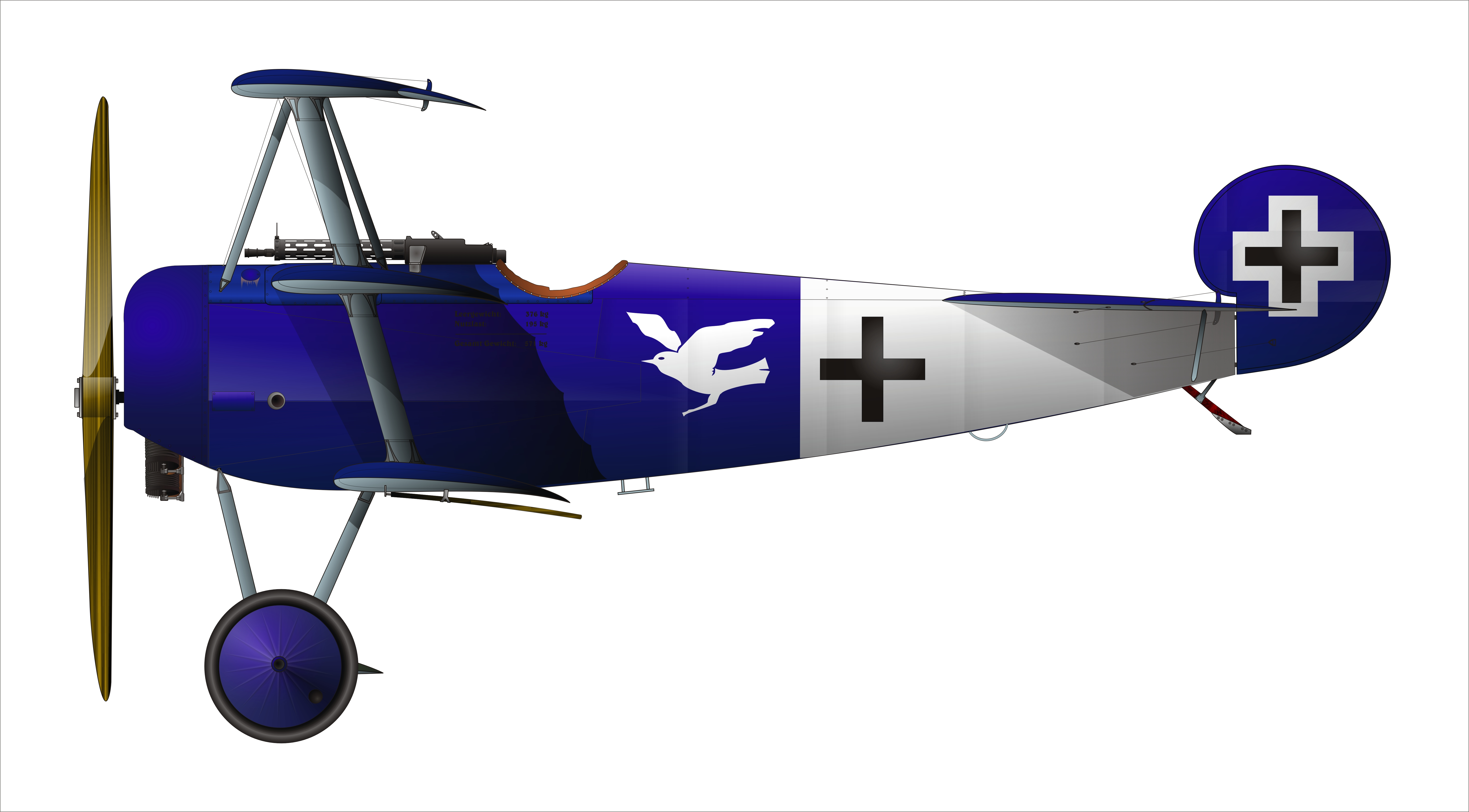
Fokker Dr.I del tenente August Raben con i colori della Jasta 15.
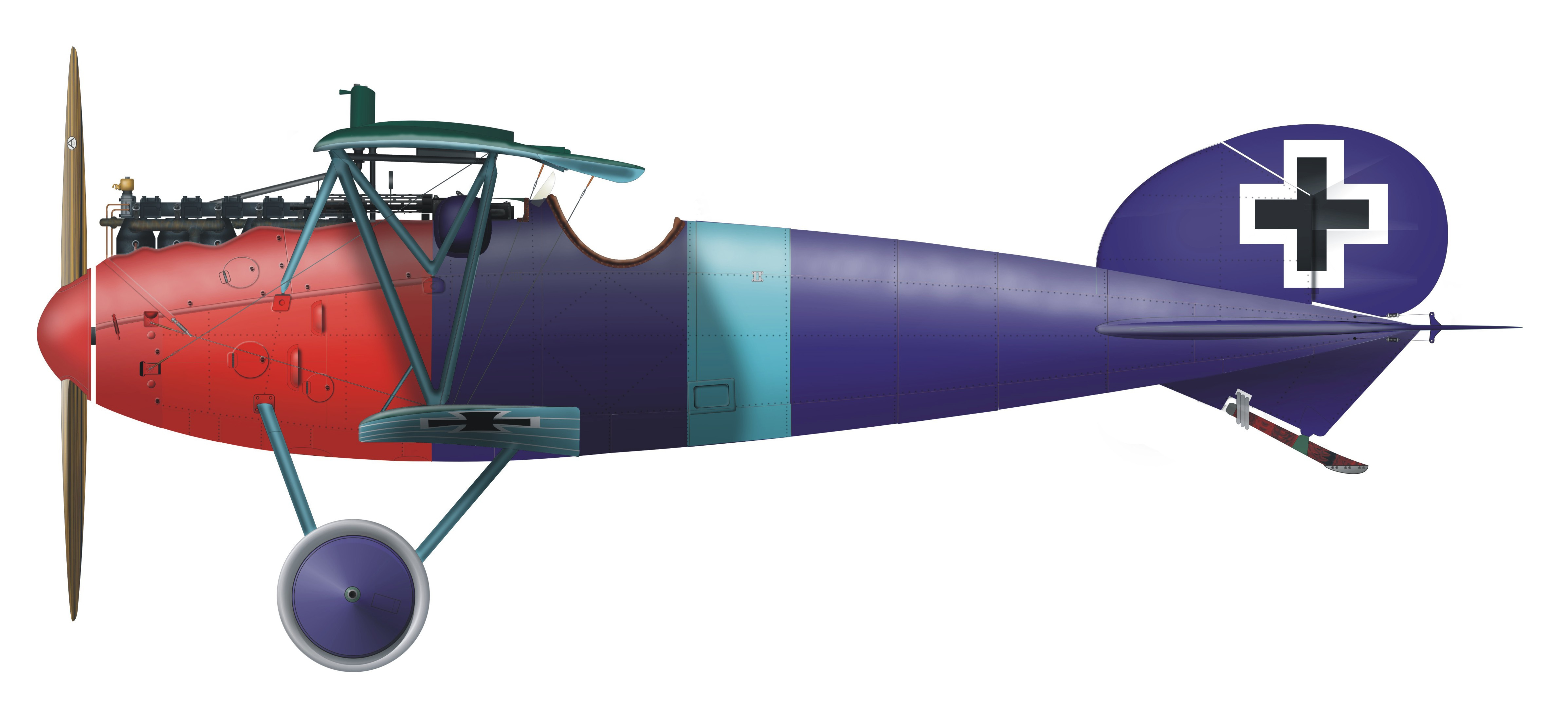
Albatros D.V del tenente Walter Dingel con i colori della Jasta 15.
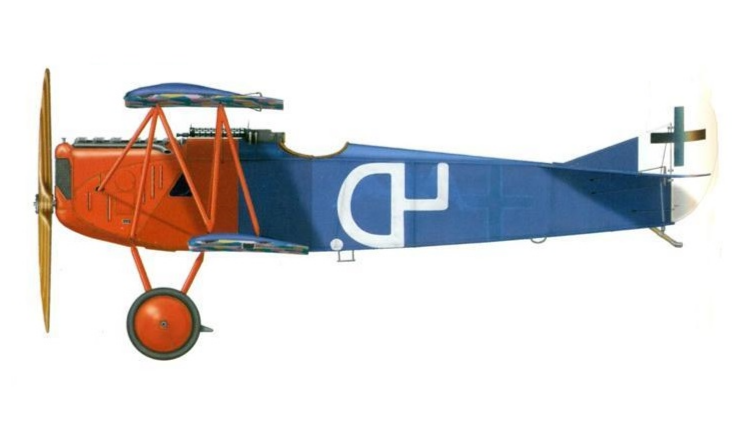
Fokker D.VII del tenente Oliver von Beaulieu-Marconnay con i colori della Jasta 15.